# Rolf Abrahamsohn

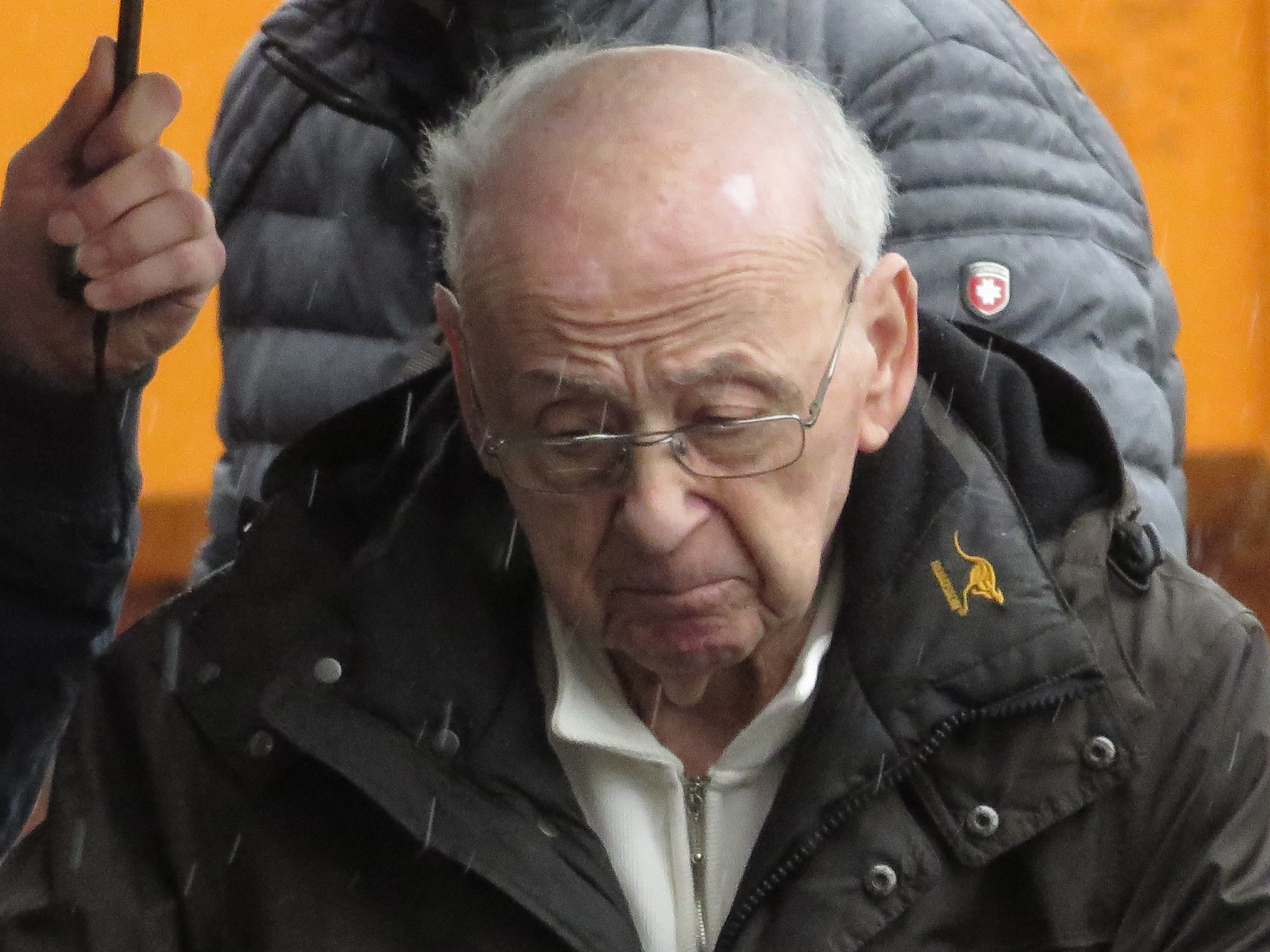
Rolf Abrahamsohn, 2019

Rolf Abrahamsohn (geboren 9. März 1925 in Marl; gestorben am 23. Dezember 2021 ebenda) war ein deutscher Kaufmann jüdischen Glaubens aus Marl und als Überlebender mehrerer NS-Konzentrationslager ein wichtiger Zeitzeuge.

## Leben
Abrahamsohn wurde 1925 als eines von vier Kindern einer Marler Kaufmannsfamilie geboren. Sein Vater Arthur betrieb ein Kaufhaus für Bekleidung und Schuhe in der Loestraße 26. Ab 1931 besuchte er die evangelische Goetheschule in Marl; ab 1934 wurden die Diskriminierungen so stark, dass er die Schule verließ.
Mit dem Novemberpogrom 1938, körperlichen Angriffen und Brandstiftung im Ladengeschäft setzte die Vertreibung aus Marl ein; die Familie zog in ein sogenanntes Judenhaus in Recklinghausen. Die Enteignung wurde von dem Amtsbürgermeister Friedrich Wilhelm Willeke durchgesetzt. Rolf Abrahamsohns Vater und der älteste Bruder wurden inhaftiert. Nach der Haftentlassung flohen beide nach Belgien, das Geld reichte aber nur für die beiden Mitglieder der Familie. Das elterliche Haus wurde am 16. Oktober 1939 von der Stadt Marl käuflich erworben und als „Begrüßenswerte Neuerung“ umgenutzt. Es wurde von der örtlichen NSDAP übernommen und zur lokalen Parteizentrale gemacht.
Mit 14 Jahren musste Rolf Abrahamsohn Zwangsarbeit leisten, unter anderem für die Firma Ruhrgas in Gelsenkirchen. Sein jüngerer Bruder starb 1940 an Diphtherie. Abrahamsohn war froh, dass er in Recklinghausen begraben wurde, so konnte er das einzige gebliebene Grab eines Familienangehörigen besuchen.
Im Januar 1942 wurde Rolf Abrahamsohn mit seiner Mutter und den in Recklinghausen verbliebenen Juden nach Riga deportiert. Die Mutter musste in Zwangsarbeit mit bloßen Händen Batterien bearbeiten, so dass ihre Hände von der Batteriesäure verätzt wurden. Als sie nicht mehr arbeitsfähig war, wurde sie erschossen. Abrahamsohn wollte mit zur Erschießung gehen, wurde aber von Mithäftlingen zurückgehalten.
Er überstand das dortige Ghetto, das KZ Kaiserwald, das KZ Stutthof bei Danzig und monatelange Zwangsarbeit im KZ-Außenkommando Brüllstraße in Bochum. Dort war er in der Rüstungsproduktion und beim Bombenräumen eingesetzt. In den letzten Kriegswochen wurde er über Buchenwald in das KZ Theresienstadt transportiert und dort von der Roten Armee befreit. Bei seiner Befreiung wog er nur noch 80 Pfund.
In der Hoffnung, überlebende Familienmitglieder aufzufinden, kehrte Abrahamsohn nach Marl zurück. Sein Vater und sein Bruder waren aber von Belgien aus deportiert und 1943 in Auschwitz ermordet worden. Eine Auswanderung in die USA misslang, eine eventuelle britische Internierung in Palästina wollte er nicht riskieren. Rolf Abrahamsohn baute das Geschäft seiner Eltern in Marl mit einem Freund wieder auf und wurde ein erfolgreicher Textilunternehmer mit zeitweise eigener Produktion. In den ersten Nachkriegsjahren fühlte Abrahamsohn sich als Überlebender des NS-Terrors fremd in seiner Heimat, es schlugen ihm oft Unverständnis und mangelnde Empathie entgegen.
Ab den 1970er Jahren engagierte er sich in der von ihm und anderen Überlebenden neu errichteten Jüdischen Gemeinde Recklinghausen-Bochum intensiver und war von 1978 bis 1992 deren Vorsitzender. Zugleich war er aktiv in der christlich-jüdischen Verständigung und beim Aufbau von Kontakten nach Israel. Ein Rabbiner überzeugte ihn von seinen Erlebnissen zu erzählen: „Wenn Du von allen Leuten nur einen Jugendlichen überzeugen kannst, das Juden nicht schlechter sind wie die anderen, da hast Du viel erreicht.“
Als Zeitzeuge berichtete er in Schulen und anderen Bildungseinrichtungen über seine Lagererfahrungen und das jüdische Leben im Allgemeinen. Seine Erlebnisse veranlassten z. B. Schüler der Hauptschule Wattenscheid-Mitte, mit ihm vor Ort ein Video über seine Ereignisse zu drehen.
Der Kreis Recklinghausen ehrte Abrahamsohn 2011 mit der Ehrenbürgerschaft. 2020 erhielt Abrahamsohn den Verdienstorden des Landes Nordrhein-Westfalen.
Rolf Abrahamsohn starb am 23. Dezember 2021 im Alter von 96 Jahren.

## Schriften
- Rolf Abrahamsohn: „Was machen wir, wenn der Krieg zu Ende ist?“ Lebensstationen 1925–2010. Hrsg.: Bochumer Zentrum für Stadtgeschichte und das Jüdischen Museum Westfalen. Klartext, Essen 2010, ISBN 978-3-8375-0334-0.

## Dokumentation
- Schüler der Hauptschule Wattenscheid Mitte: „… in Bochum war es fast am schlimmsten!„““ Bochumer Schüler auf den Spuren des ehemaligen jüdischen Zwangsarbeiters Rolf Abrahamsohn. Länge 35 min, [VHS]. Hrsg.: Hauptschule Wattenscheid Mitte / Stadtarchiv Bochum. Bochum 2002.
- "Wenn ich das alles gewusst hätte, wäre ich lieber im KZ gestorben", Rolf Abrahamsohn im WDR-Interview 2019 über sein Leben (15 Minuten), online